# Friedrich Valentin Molter
Friedrich Molter auch Friedrich Valentin Molter (* 1. Juli 1722 in Karlsruhe; † 6. Februar 1808 ebenda) war ein deutscher Bibliothekar, Dichter, Übersetzer, Numismatiker, Klassischer Archäologe und Hofrat, Literat, Direktor der Hofbibliothek und Geheimrat in Karlsruhe.

## Leben
Friedrich Valentin Molter war eines von acht Kindern des Komponisten Johann Melchior Molter (1696–1765) und dessen 1718 in Hagsfeld bei Karlsruhe geheirateter erster Ehefrau Maria Salome (1691–1737), Tochter des Barbiers Johann Nicolaus Rollwagen in Gernsbach. Ab 1769 war Molter zunächst „Mitdirektor“, ab 1772 dann alleiniger und zugleich der erste hauptberufliche Leiter der Karlsruher Hofbibliothek. In seine Amtszeit fiel die Überführung der Hofbibliotheksbestände aus Baden-Baden nach Karlsruhe im Jahr 1772 und die Übernahme des säkularisierten klösterlichen Buchbesitzes aus insgesamt 30 Bibliotheken in den Jahren ab 1803. Er publizierte erstmals zu den Handschriften der Bibliothek. Hauptsächlich war er als Schriftsteller tätig, insbesondere als Übersetzer aus dem Italienischen und Französischen. Die auf italienischen Vorbildern beruhende und 1750 in Leipzig veröffentlichte Grammatik Toscanische Sprachlehre war Molters erste größere Publikation. Durch Friedrich Valentin Molter gelangten die Musikhandschriften seines Vaters in den Besitz der seinerzeitigen Hofbibliothek und heutigen Badischen Landesbibliothek. Sein Sohn Friedrich Molter war ab 1801 an der Hofbibliothek in Karlsruhe tätig und wurde dort 1817 zum Hofbibliothekar berufen.

## Schriften (Auswahl)
- Toscanische Sprachlehre, nach Anleitung des ehemaligen öffentlichen Lehrers zu Sienna, Girolamo Gigli, abgefasset, und mit den Mustern der klassischen Schriftsteller bestättiget von Friedrich Moltern. Dyck, Leipzig 1750, Digitalisat
- Friedrich Valentin Molter: Carlsruher Beyträge zu den schönen Wissenschaften. 3 Bände. Michael Macklot, Frankfurt 1760–1765; urn:nbn:de:bsz:31-92588
- Kurze Encyklopädie, oder allgemeiner Begriff der Wissenschaften: Aus dem Französischen übersetzt / [Verfasser ermittelt]. Macklot, Karlsruhe 1762; urn:nbn:de:gbv:3:1-228183
- Fr. V. Molterus: De Germania literata commentatur simul de bibliotheca Carolo-Fridericiana pauca monet. Karlsruhe 1770, 19 Seiten; Digitalisat
- Beiträge zur Geschichte und Litteratur. Aus einigen Handschriften der Markgräflich Baadischen Bibliothek. Gebhard und Körber, Frankfurt a. M., 1798, Digitalisat